# Farmersville (Ohio)
Farmersville é uma vila localizada no estado norte-americano de Ohio, no Condado de Montgomery.

## Demografia
Segundo o censo norte-americano de 2000, a sua população era de 980 habitantes.
Em 2006, foi estimada uma população de 952, um decréscimo de 28 (-2.9%).

## Geografia
De acordo com o United States Census Bureau tem uma área de
1,8 km², dos quais 1,8 km² cobertos por terra e 0,0 km² cobertos por água. Farmersville localiza-se a aproximadamente 268 m acima do nível do mar.

## Localidades na vizinhança
O diagrama seguinte representa as localidades num raio de 16 km ao redor de Farmersville.